# Teetempel (Derneburg)

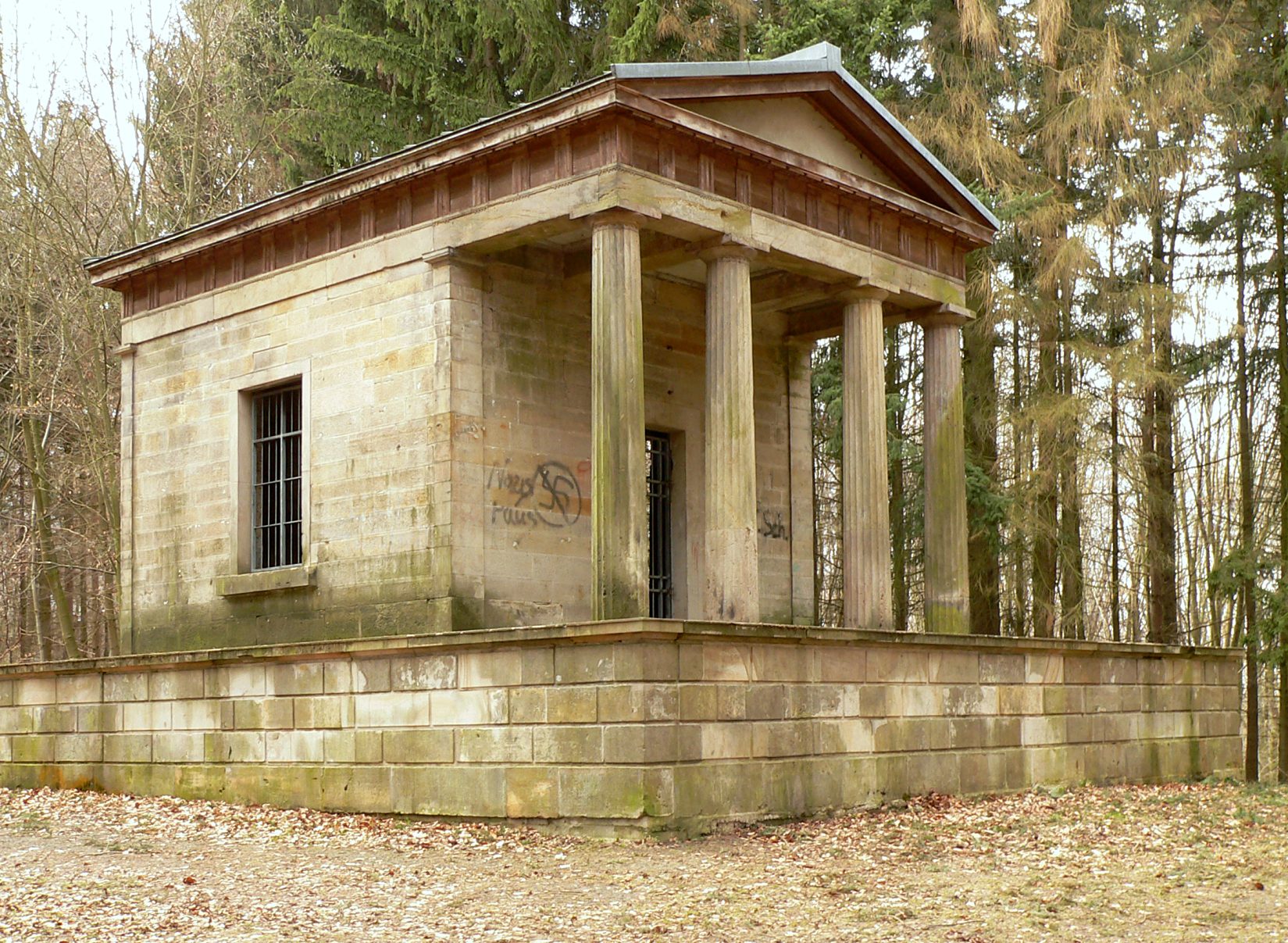
Teetempel Derneburg (2006)

Als Teetempel wird im Volksmund der Nachbau eines kleinen griechischen Tempels in Derneburg in Niedersachsen bezeichnet. Er wurde 1827 vom Architekten Georg Ludwig Friedrich Laves als Aussichtspunkt für Graf Ernst zu Münster auf dem Donnerberg errichtet.

## Beschreibung
Das Bauwerk weist mit seinen dorischen Säulen einen antiken griechischen Architekturstil auf, dessen wesentliches Merkmal der Gliederbau mit tragenden Säulen und dem lastenden Gebälk ohne die Verwendung von Wölbungen ist. Dieser Stil beeinflusste Laves und andere deutsche Architekten.

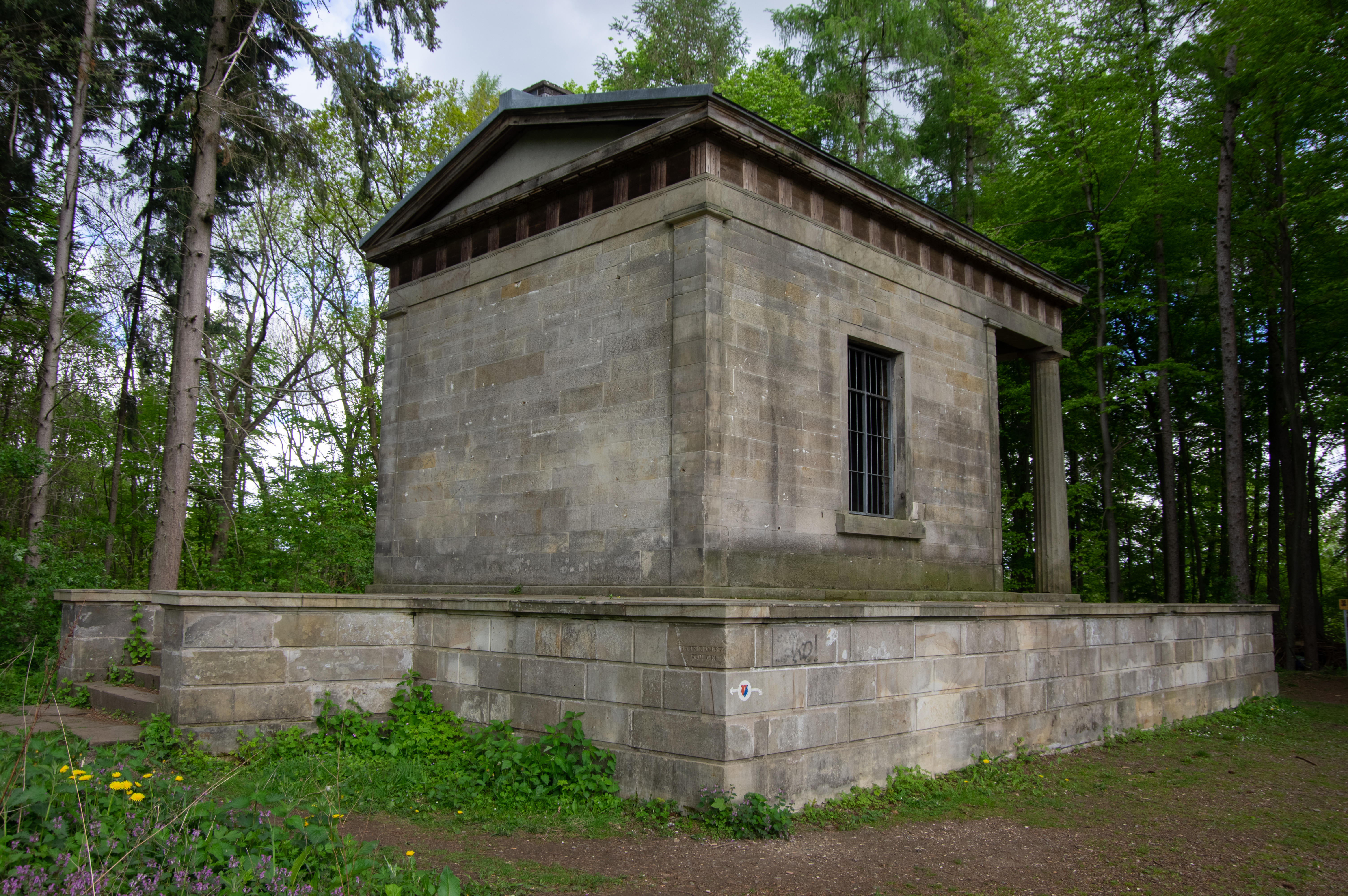
Rückseite mit Treppenaufgang (2021)

Auf den Teetempel führte ursprünglich eine lange Allee mit Eichen zu, die nach dem Zweiten Weltkrieg abgeholzt wurde. Bei seiner Erbauung war der Tempel, im Gegensatz zu heute, frei von Bewaldung und bildete eine Blickachse mit dem Schloss Derneburg. Er diente Graf Ernst zu Münster als Aussichtspunkt mit Blick auf seine Gartenanlagen und Besitzungen. Ebenso war er ein Point de vue, da er von mehreren Punkten des Englischen Landschaftsgartens um das Schloss Derneburg zu sehen war.
Der Teetempel steht auf einem klassischen Podium, das über eine rückwärtige Treppe zu betreten ist. Im Inneren des Bauwerks befand sich ein Kaminzimmer. Darin nahm Graf Ernst zu Münster nach englischer Sitte Tee zu sich, was namensgebend für das Bauwerk wurde.
Neben dem Bauwerk stand auf einem barocken Sockel eine Statue von 1752, die Josef mit dem Christuskind darstellte. Sie verschwand in der Nachkriegszeit. Der Sockel steht vor der Domäne Astenbeck.